# Samenausbreitung
Die Samenausbreitung bei Pflanzen ist der Prozess des passiven Transportes von Diasporen (Samen) zum Zweck der Ausbreitung der Pflanzen.
Es gilt, den Prozess Ausbreitung – der Vegetationsdynamik – vom Ergebnis des Prozesses, der Verbreitung von Arten – wie sie die Geobotanik untersucht – zu unterscheiden.
Pflanzen nutzen eine Reihe unterschiedlicher Ausbreitungsmechanismen ihrer Samen. Diese werden generell in sechs große Gruppen unterteilt:
- die Zoochorie, die Ausbreitung durch Tiere
- die Anemochorie, die Ausbreitung durch Wind
- die Semachorie, die Ausbreitung durch Wind- und Tierstreuung
- die Hydrochorie, die Ausbreitung durch Wasser
- die Hemerochorie, die Ausbreitung durch den Menschen
- die Autochorie, die Selbstausbreitung.

Wenn zwei verschiedene Samenkapseln an einer Pflanze auftreten spricht man von Heterokarpie.
Es wird nun weiter unterschieden:

## Allochorie
Samenausbreitung durch Kräfte (Agens, Agenzien), die außerhalb der Mutterpflanze liegen (z. B. Wind, Wasser, Tiere).

## Zoochorie

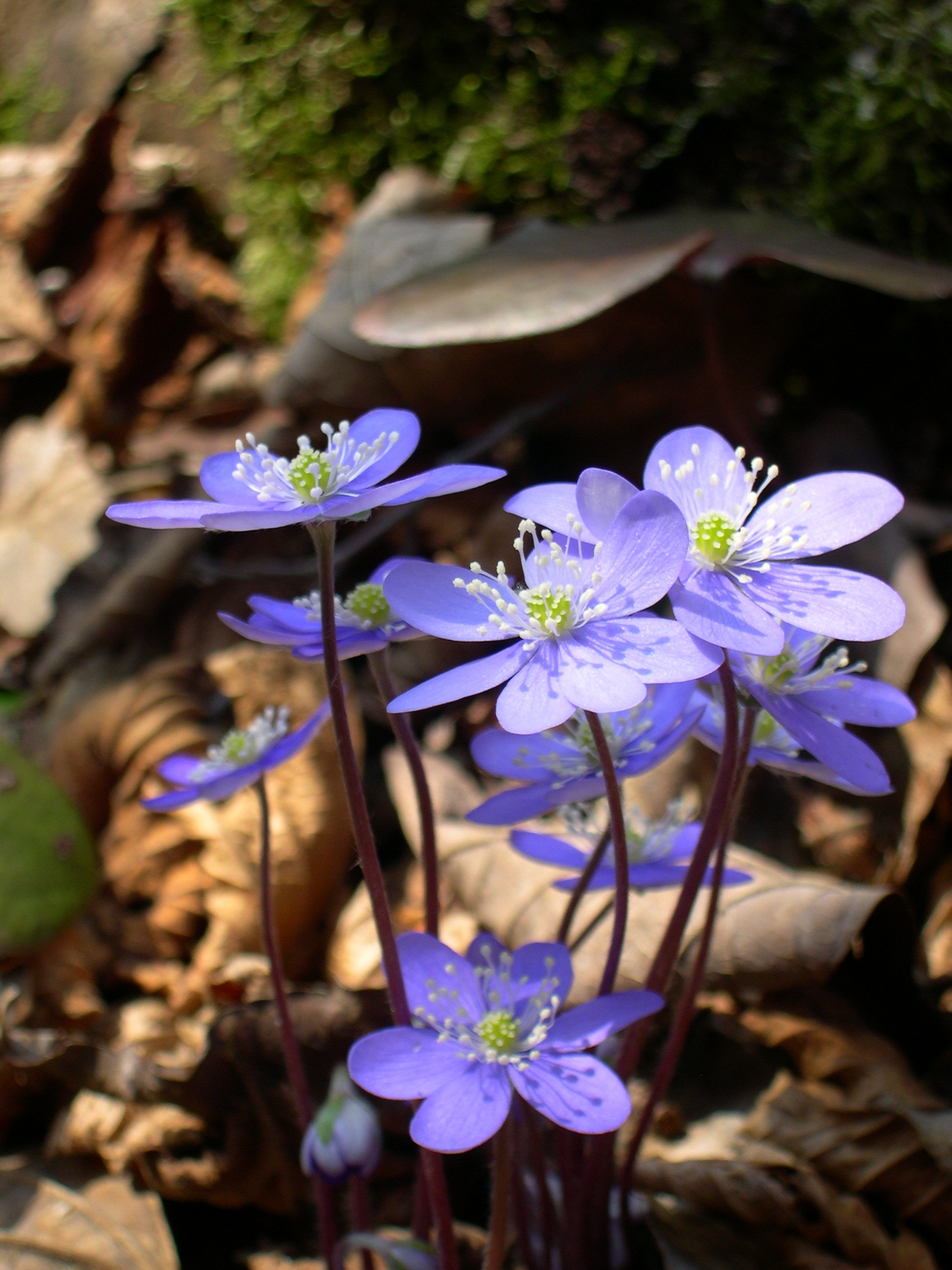
Das Leberblümchen zählt zu den myrmekochoren Pflanzen.

Die Zoochorie, die Ausbreitung durch Tiere kennt folgende Feingliederung:
- Epichorie, die Ausbreitung durch Anhaftung
  - Kletthafter
  - Adhäsionshafter
  - Klebhafter
- Endochorie, die sogenannte Verdauungsausbreitung
- Myrmekochorie, die Ausbreitung durch Ameisen
- Ornithochorie, die Ausbreitung durch Vögel
- Dysochorie, die Zufallsausbreitung
  - Synzoochorie, die Versteckausbreitung
  - Bearbeitungsausbreitung
  - Ausbreitung während des Nestbaus

Manche Autoren zählen auch die Tierballisten und die Anthropochorie zu der Zoochorie.
Bei der Tierausbreitung sind meist Säugetiere und Vögel, aber auch Insekten die Ausbreiter. Eine Spezialform der Zoochorie ist die Anthropochorie – die Ausbreitung durch den Menschen.
Sie nehmen entweder den Samen mit der Nahrung auf und scheiden ihn später wieder aus (Endochorie) oder deponieren ihn im Rahmen der Nahrungsvorsorge in einem Versteck (Eichhörnchen, die Nüsse verstecken und viele davon nicht mehr wiederfinden, siehe Versteckausbreitung) oder aber die Samen besitzen spezielle Anhaftungsmechanismen, mit denen sie am Fell oder an den Federn von Tieren anhaften (z. B. Kletten oder klebrige Substanzen wie bei der Eichenmistel, siehe Epichorie).
Läuft die Samenausbreitung über den Mechanismus der Nahrungsaufnahme ab, so muss der Samen durch eine feste, widerstandsfähige Hülle oder anderen Strukturen vor der Zerstörung bei der Nahrungszerkleinerung (kauen) und der Aufschließung der Nahrung im Verdauungstrakt der Tiere geschützt sein. Wie effektiv dieser Ausbreitungsmechanismus sein kann, zeigen die „Tomatenwälder“, die nach einer Düngung mit Klärschlamm auf den Äckern aufwachsen können.

## Anemochorie
Anemochorie, die Windausbreitung ist die ursprünglichste Form der Ausbreitung von Pflanzen. Sie wurde schon von den ersten Landpflanzen der Erde genutzt. Diese Form wird weiter unterteilt in die
- Meteorochorie, der Ausbreitung durch Flieger
- Chamaechorie, der Ausbreitung durch Bodenroller
- Boleochor (Windstreuer)

Bei der Anemochorie bedient sich die Pflanze der Luftbewegung um ihre Samen zu verbreiten. Dies kann einmal dadurch geschehen, dass bei stärkerem Wind die Pflanze „durchgeschüttelt“ wird und dabei ihre Samen abgibt oder dass die Samen zum Teil komplizierte Flugmechanismen besitzen, die sie über weite Strecken von der Mutterpflanze wegtragen können.
Wohl am bekanntesten sind die kleinen „Fallschirme“ – sie werden aus dem Kelch (Pappus) bei der Samenreifung gebildet – beim Löwenzahn und ähnlichen Korbblütlern.
Auch die Früchte der verschiedenen Ahornarten (Aceraceae) sind allgemein bekannt wegen ihres auffallenden propellerartigen Fluges im Herbst. Ähnlich die Samen bei Eschen (Fraxinus) und Ulmen (Ulmus); es sind geflügelte, einsamige Nussfrüchte, die als „Samara“ bezeichnet werden.

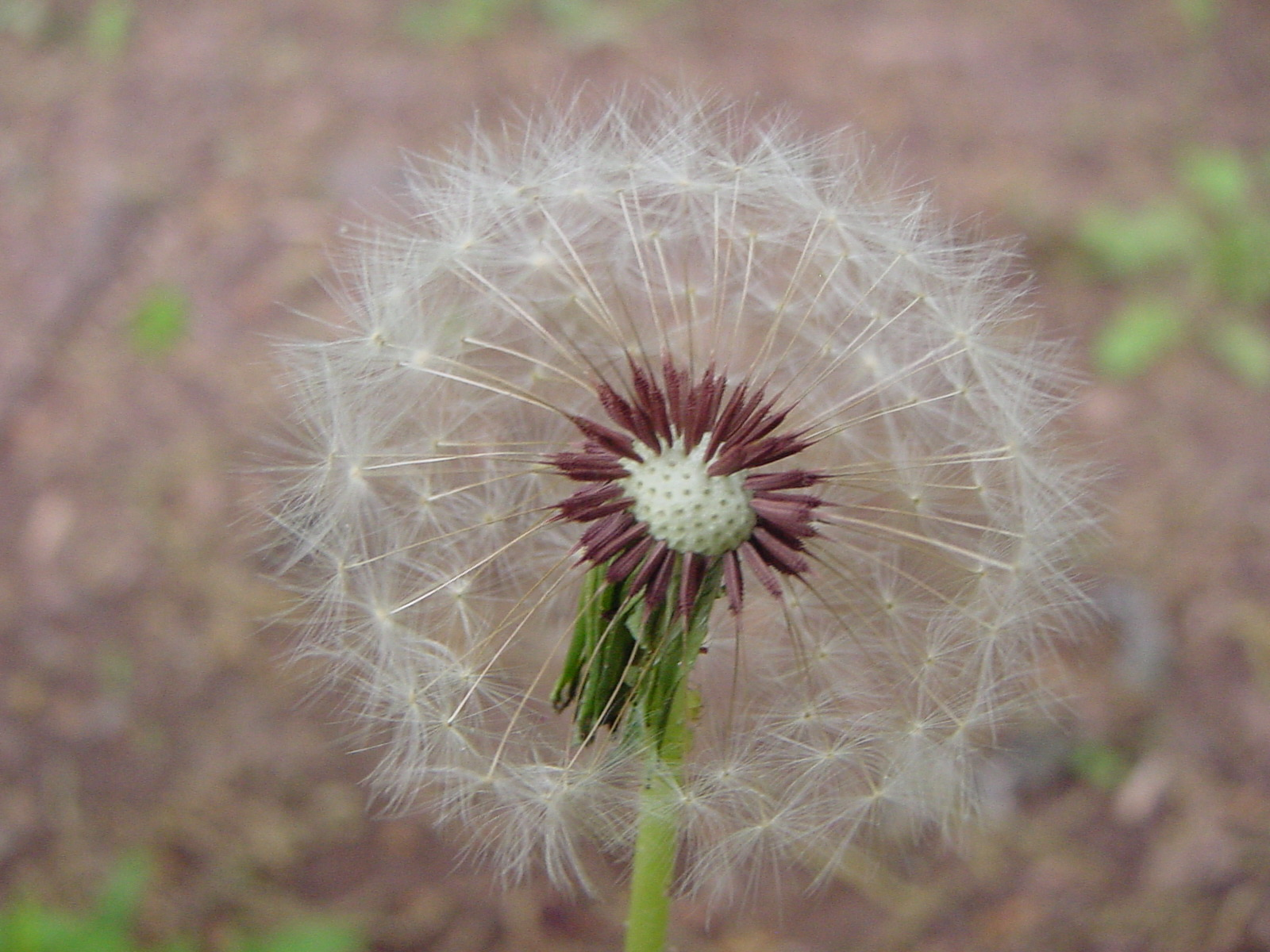
Beispiel für Schirmfliegersamen (Löwenzahn)
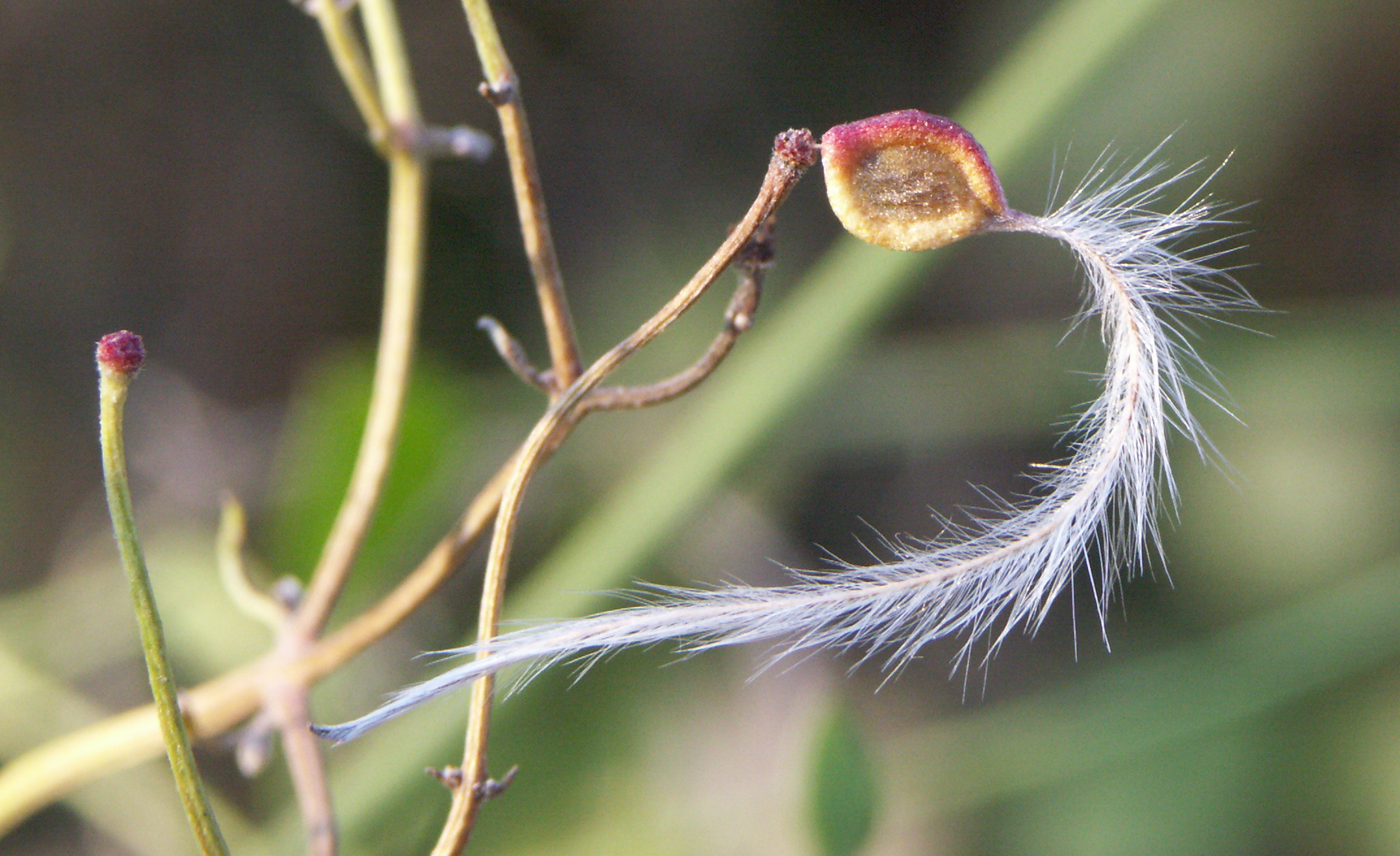
Beispiel für Federschwanzfliegersamen (Clematis)
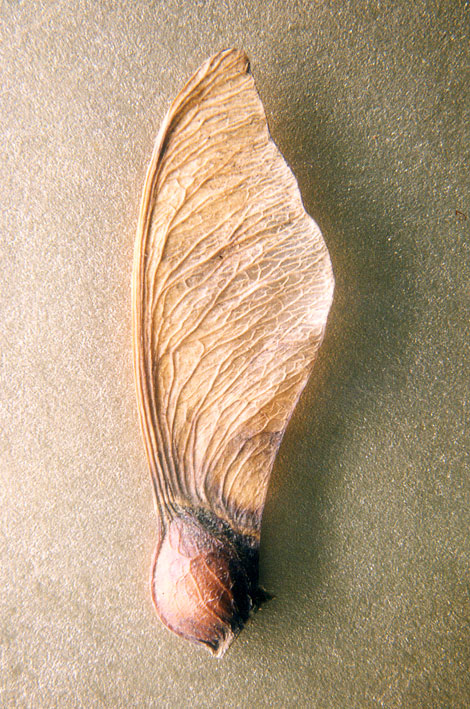
Ein Ahornsamen

## Semachorie

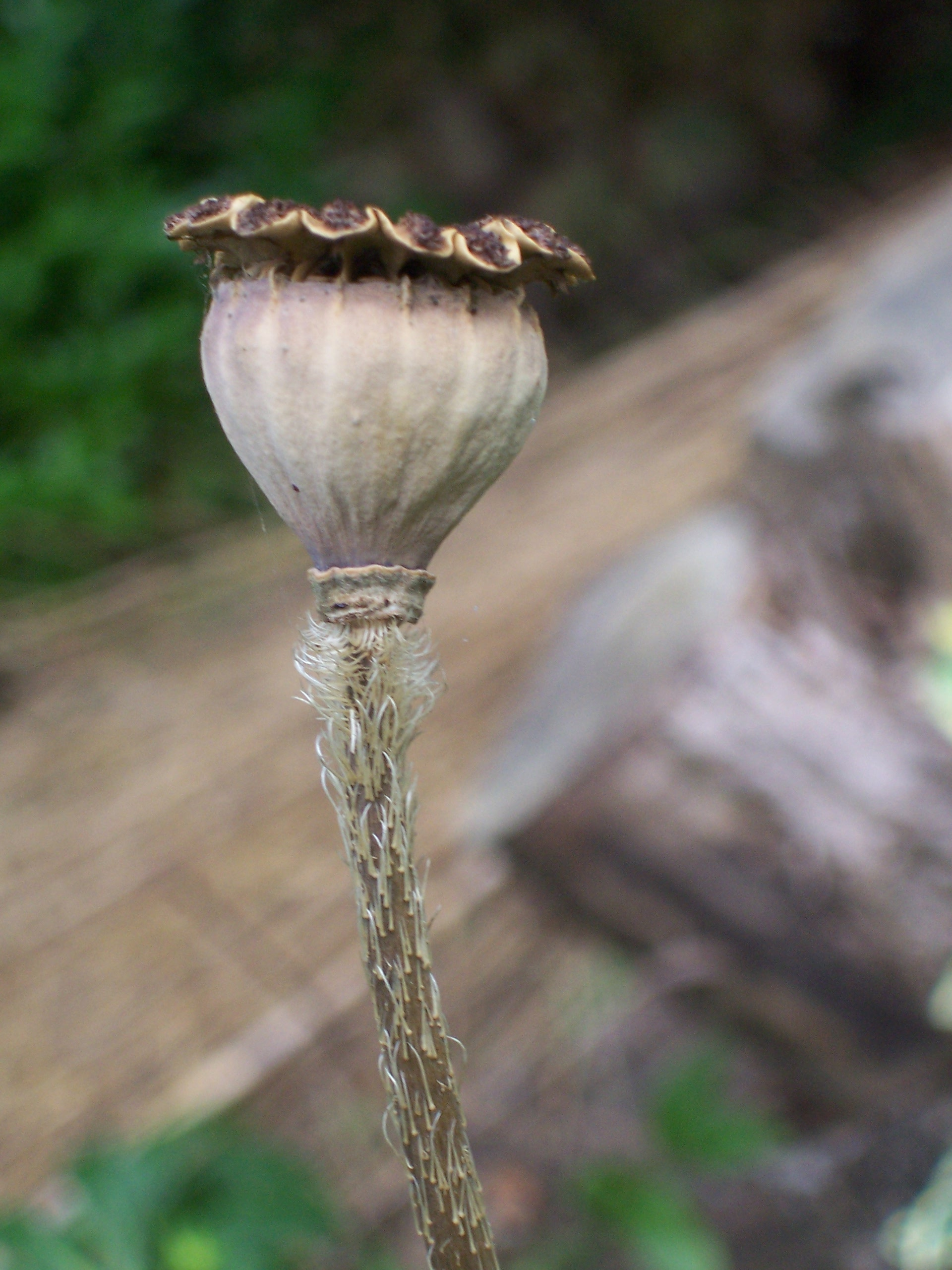
Mohnkapseln, semachor: Die Samen fallen durch die Löcher am Oberrand, wenn der Fruchtstiel sich neigt.

Die Semachorie wird feiner unterteilt in die Tierstreuung (Ballepizoochorie) und Windstreuung. Der Unterschied zur Anemochorie besteht darin, dass die Diasporen nicht fliegen können. Bewegungen der Pflanze durch Wind- oder Tierbewegungen sorgen lediglich dafür, dass Kapseln, Schoten, Balgfrüchte so aus dem Gleichgewicht gebracht werden, dass sie einer Streubüchse ähnlich die Samen verteilen.

## Hydrochorie
Bei der Wasserausbreitung haben die Samen oft Schwimmvorrichtungen in Form von Luftsäckchen. Es gibt aber auch Arten, die ihren Samen vornehmlich bei Regen (z. B. Wippbewegungen beim Aufschlagen von Regentropfen) abgeben und auf ein Wegschwemmen der Samen hoffen.
Ein eindrucksvolles Beispiel für die Wasserausbreitung ist der Samen der Kokospalme. Die äußere Fruchtwand der Kokosnuss ist zur Ausbreitungszeit faserig und luftgefüllt, so dass der ganze Samen schwimmfähig ist. Trotz ihrer Bezeichnung als Nuss handelt es sich bei der Kokosnuss nicht um eine Nuss im botanischen Sinne, sondern um eine Steinfrucht.

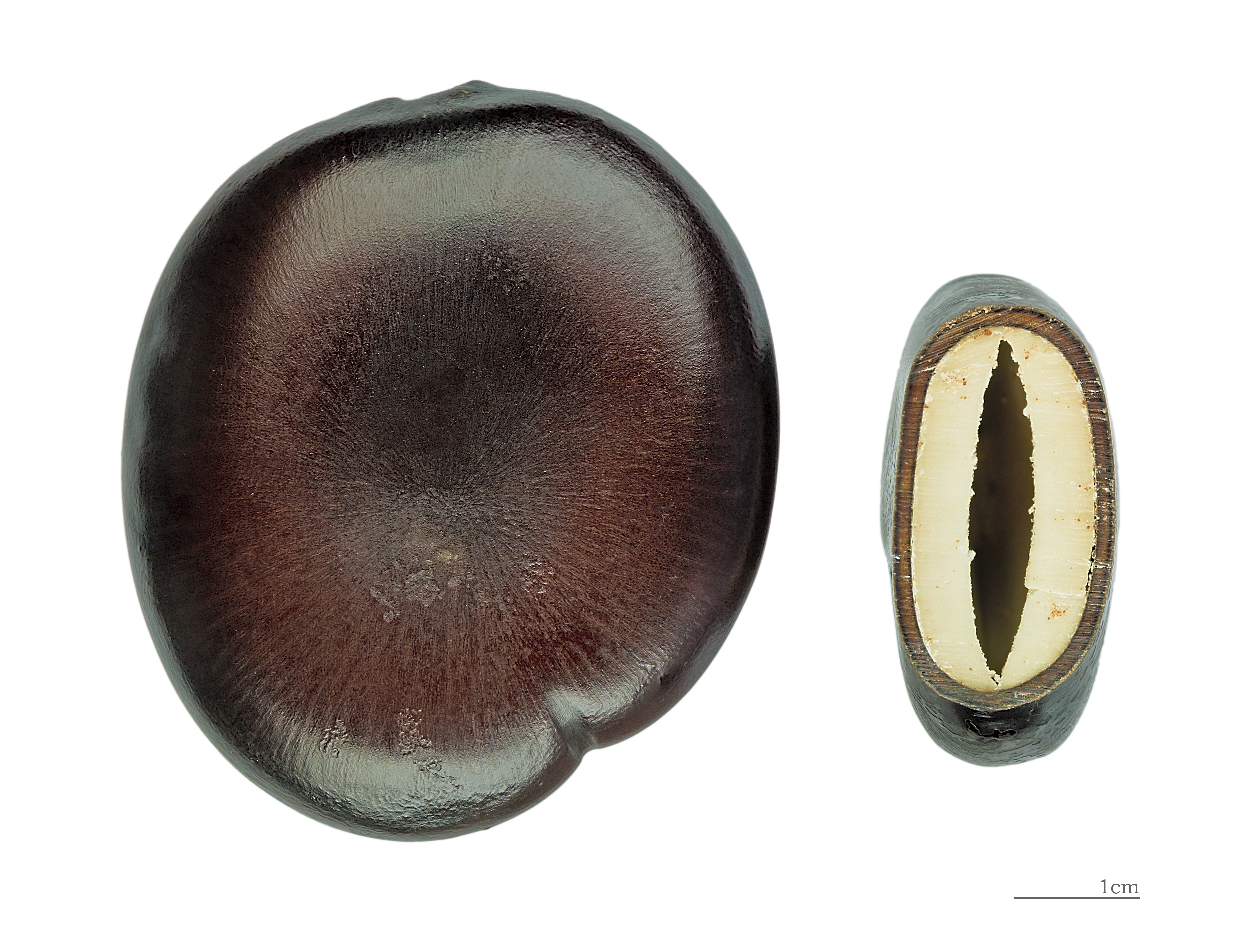
Entada phaseoloides – Hydrochorie

Die Hydrochorie wird feiner unterteilt in
- Nautochorie, die Schwimmausbreitung
- Bythisochorie, die Ausbreitung durch die Strömung von Fließgewässern
- Ombrochorie, die Ausbreitung durch Regentropfen mit der Feineinteilung in
  - Regenschwemmlinge
  - Regenballisten

## Hemerochorie
Die Hemerochorie (Menschenwanderer) ist heute einer der wichtigsten Ausbreitungsformen, mit denen Pflanzen sich vollkommen neue Lebensräume erobern. Dazu zählt die
- Ethelochorie, die Ausbreitung durch Saatgut (absichtlich)
- Speirochorie, die Ausbreitung als Saatgutbegleiter (unabsichtlich)
- Agochorie, die Ausbreitung durch unbeabsichtigten Transport (unabsichtlich)

## Autochorie

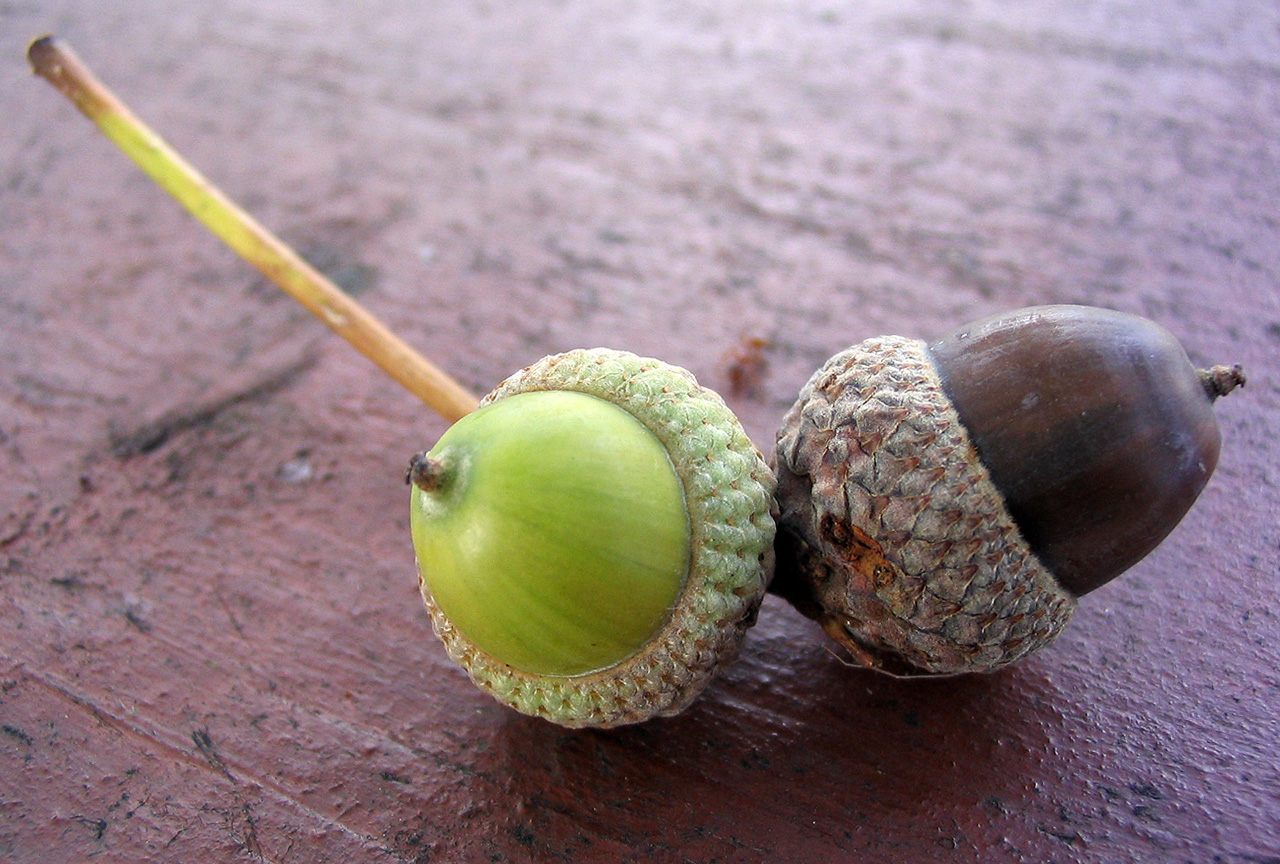
Eicheln, die Früchte der Eichen, werden barochor und zoochor ausgebreitet.

Die Mechanismen, die den Pflanzen zur Selbstausbreitung zur Verfügung stehen werden unter Autochorie zusammengefasst.
- Ballochorie, der Ausbreitung durch Schleudermechanismen, die wiederum feiner unterteilt wird in
  - Saftdruckstreuer
  - Austrocknungsstreuer
- Herpechorie, die Ausbreitung durch eigene Bewegung der Diasporen
- Barochorie, die Ausbreitung durch Schwerkraft
- Blastochorie, die Ausbreitung durch Selbstableger

Die Selbstausbreitungsmechanismen reichen von der Kugelform (Kullereffekt) bis zu komplizierten Formen wie Schleudern (z. B. Storchschnabelgewächse) oder Kriechen (z. B. Reiherschnabelgewächse) der Samen. Mechanismen, die allein auf die Schwerkraft setzen (vgl. Kullereffekt) werden barochore Mechanismen genannt. Die Samen sind dabei meist schwer und rundlich.
Mit diesen Vorrichtungen überbrücken manche Arten mehrere Meter.

## Ausbreitungsverhalten
Weiter wird das Ausbreitungsverhalten unterschieden:
- Pendeln; Diasporen ohne Strukturen zur Fernausbreitung
- Nahausbreitung (Topochorie, Engychorie, Anti-Telechor, Proxychorie); Diasporen ohne Strukturen zur Fernausbreitung
- Fernausbreitung (Telechorie); Diasporen mit Strukturen zur Fernausbreitung
- Nichtausbreitung (Achorie, Atelechorie); Diasporen mit Mechanismen zur Verhinderung der Ausbreitung, oft Barochor.
  - echte Viviparie
  - Amphikarpie; mit oberirdischen (aerokarp) und unterirdischen (geokarp) Diasporen
  - Basikarpie; mit Diasporen an der Basis einer Pflanze
  - Synaptospermie; mehrere Samen in einer Diaspore zusammengefasst
  - Trypanokarpie; mit Diasporen, die sich im Boden verankern

Bei der Myxospermie sind die Samenschalen-Oberflächen von Natur aus verschleimt, dies dient dem Verkleben der Diasporen mit dem Substrat, es ist also ausbreitungshemmend.
Es gibt auch die Bezeichnungen Eurychorie (weite geographische Verbreitung) und Stenochorie (beschränktes Verbreitungsgebiet).
Tritt nur eine Ausbreitungsweise auf nennt man dies Mono- oder Haplochorie. Treten zwei oder mehrere Ausbreitungsweisen gleichzeitig auf spricht man von Di- und Polychorie. Bei der Diplochorie (Doppelverbreitung) treten zwei Ausbreitungsweisen nacheinander auf.